# Mooi River (miasto)
Mooi River (afr. Mooirivier) – zamieszkane przez 18 137 ludzi miasto w Republice Południowej Afryki, w prowincji KwaZulu-Natal.
Mooi River jest położone na wysokości 1389 m n.p.m. i 160 km od wybrzeża Oceanu Indyjskiego. Pierwszym europejskim osiedlem założonym w okolicy było Mooi River Drift, powstałe w 1852 roku. W 1866 roku otrzymało ono formalną nazwę Weston, na cześć gubernatora Natalu, Martina Westa. W 1879 roku Irlandczyk Alexander Lawrence nabył farmę Grantleigh, położoną w okolicy Weston, na brzegu rzeki Mooi River. Nazwa Mooirivier oznacza w języku afrikaans piękną rzekę. W 1884 roku do miasta dotarła linia kolejowa, łącząca Durban i Johannesburg. W 1921 roku miejscowość otrzymała nazwę Mooi River, łączyło się to z nadaniem praw miejskich.
Obecnie miasto jest położone przy drodze krajowej N3 z Johannesburga do Durbanu, linia kolejowa nie jest już jednak używana do przewozów pasażerskich, a jedynie do towarowych.
Z miasta pochodzą modelki Candice Swanepoel i Landi Swanepoel.